# Galip Haktanır
Galip Haktanır (İznik, Imperio otomano, 1 de agosto de 1921-30 de septiembre de 2023) fue un futbolista y entrenador de fútbol turco que jugó en la posición de defensa.

## Carrera

### Club
Jugó toda su carrera con el Vefa SK de 1938 a 1957.

### Selección nacional
Galip debutó con Turquía en mayo de 1948 en un partido amistoso ante Austria, y jugó en cinco partidos entre 1948 y 1950. También estuvo en los Juegos Olímpicos de Londres 1948.
Su último partido con la selección nacional fue en octubre de 1950 en un partido amistoso ante Israel. Al momento de su muerte era el jugador de selección nacional con mayor edad con vida.

## Entrenador
Dirigió al Vefa SK en seis periodos diferentes entre 1956 y 1969.